# NGC 5038
NGC 5038 é uma galáxia lenticular (S0) localizada na direcção da constelação de Virgo. Possui uma declinação de -15° 57' 07" e uma ascensão recta de 13 horas, 15 minutos e 02,0 segundos.
A galáxia NGC 5038 foi descoberta em 28 de Maio de 1881 por Edward Singleton Holden.